# Feuerschwanz
Feuerschwanz is een Duitse middeleeuwse rock-, folkrock-, folkmetal- en folkband. De band is opgericht in 2004 en maakt vooral muziek met een komische en satirische insteek. Ben Metzner (Prins R. Hodenherz III) en Peter Henrici (Hauptmann Feuerschwanz) schrijven de meeste teksten.

## Etymologie
Feuer betekent vuur; schwanz betekent staart, maar wordt ook wel gebruikt als eufemisme voor het mannelijk geslachtsdeel. De naam van de band kan daardoor worden beschouwd als een dubbele grap. In de betekenis vuurstaart is het echter een verwijzing naar een draak, hun mascotte.

## Geschiedenis

### 2000–2014

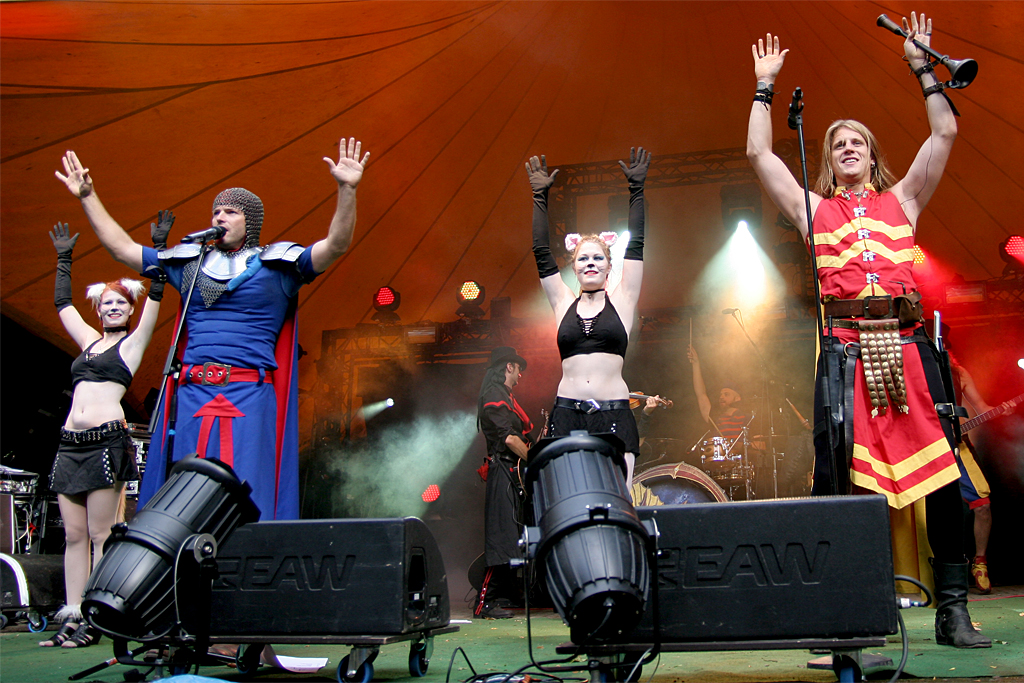
Feuerschwanz op het Feuertal Festival (2012)

Het idee voor de band kwam van oprichter Peter Henrici (1971). Hij noemde het concept voor de band "volkskomedie op middeleeuwse wijze". Henrici bedacht het concept in 2000. Hij vond veel bands en andere artiesten die de middeleeuwen nabootsten toentertijd te serieus. Zijn plan vond doorslag toen hij Tobias Heindl, violist van folkrockband Fiddler's Green, ontmoette die zich positief uitsprak over het concept. Ze richtten samen met bassist Andre Linke de band op. Alle bandleden gebruikten vanaf het begin al een pseudoniem: Hauptmann Feuerschwanz (Henrici), Walther von der Vögelweide (Heindl) en Eysye, der Mann mit der eisernen Maske' (Linke). Henricis collega's van zijn andere band, Merlons Lichter, werden erbij gevraagd als aanvullende muzikanten. Op 15 mei 2004 speelde de band zijn eerste concert in de Omega (concertzaal) in Erlangen. Na het concert stond de band echter al op het punt om uit elkaar te gaan. Henrici, Linke en Heindl bleven uiteindelijk, maar de rest verliet de band omdat ze zich niet konden vinden in het humoristische concept.
Enkele weken na het debuutconcert kwam Bastian Brenner (Richard Hodenherz) bij de band, evenals Jan Schindler (Knappe Latte). In de periode daarna trad Feuerschwanz op middeleeuwse festivals op en stond diverse malen in het voorprogramma van Fiddler's Green. In november 2005 verscheen het eerste album genaamd Prima Nocte. In december 2005 verliet Tobias Heindl de band en werd vervangen door Stephanie Pracht (Johanna von der Vögelweide).
In januari 2007 verliet Bastian Brenner de band. Sinds september 2006 trad hij al op met Saltatio Mortis. Marina Regler (Ronja Hodenherz) verving hem. In juni dat jaar verscheen het tweede album Met und Miezen, waarop ook voormalige leden als gastmuzikanten te horen waren. Van november 2007 tot maart 2008 toerde Feuerschwanz samen met Saltatio Mortis. In april 2008 werd een concert gegeven in de E-Werk (concertzaal) in Erlangen, dat in oktober 2008 als live-cd onder de naam Drachentanz - Live verscheen. Eveneens in 2008 kwam gitarist Hans Platz (eerder actief als gitarist bij diverse andere bands, waaronder Cyrus Dance, Damn Nero en Sushifarm) bij de band onder het pseudoniem Hans der Aufrechte.
In april 2009 verliet mede-oprichter Andre Linke de band. Op 18 maart 2011 verscheen het vierde album genaamd Wunsch ist Wunsch. Dit was het eerste album dat op de Duitse albumhitlijst terechtkwam, op plaats 95. Na het uitbrengen van het album ging Feuerschwanz op toer door Duitsland en Oostenrijk. Op 31 augustus 2012 verscheen het vijfde studioalbum Walhalligalli, dat op nummer 37 van de Duitse albumhitlijst binnenkwam.
Op 25 april 2014 gaf de band een 10-jarig jubileumconcert in de E-Werk in Erlangen. Het concert was vrij snel uitverkocht. Tijdens het optreden kondigde Hauptmann Feuerschwanz aan dat basgitarist Jan Schindler de band zou verlaten en Felix Taugenix zijn plaats als zou innemen. Ter gelegenheid van het jubileum speelden Veit Vito C. Kutzer van de band J.B.O.), Thomas Lindner van Schandmaul en Tobias Heindl van Fiddler's Green als gastmuzikant. Het concert werd opgenomen en later op dvd uitgebracht. Ook kondigde de band aan dat er in het najaar van 2014 een nieuw album zou verschijnen.

### 2015–2020

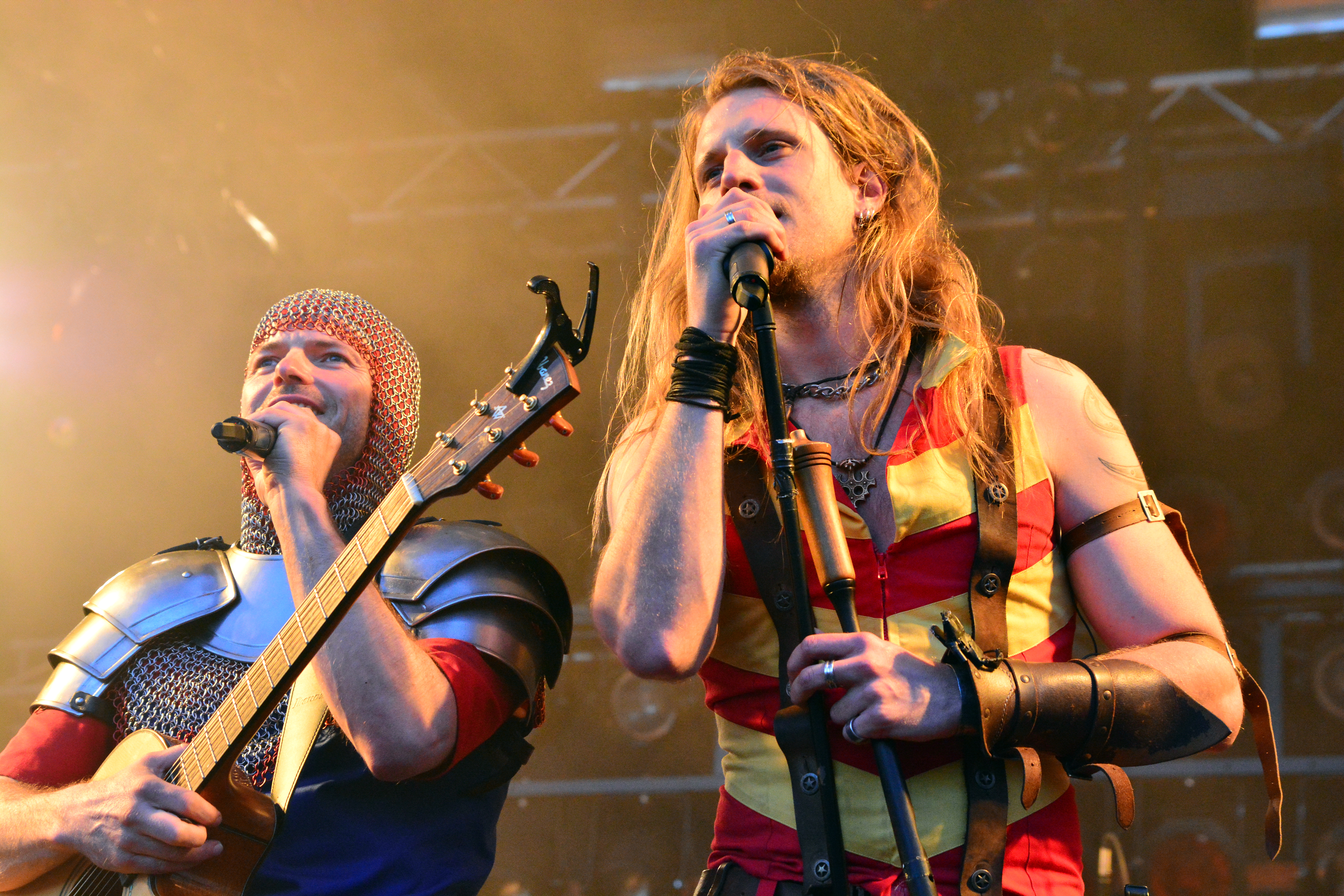
Hauptmann en Hodi tijdens een concert (2015)

In mei 2015 werd Feuerschwanz van het programma van het Fairytale Festival van de Universiteit Osnabrück geschrapt "omwille van de veiligheid". De band werd beschuldigd van vrouwenhaat en seksistische teksten. Feuerschwanz reageerde met onbegrip en verontwaardiging en benadrukte het satirische aspect van hun teksten. Ook vond de band het een "beperking van de artistieke vrijheid" en behield zich het recht voor juridische stappen te ondernemen wegens karaktermoord en laster.
In augustus 2016 bracht Feuerschwanz hun zevende album genaamd Sex is Muss (Seks is een must) uit. Zowel de titel van het album als de nummers en teksten waren een reactie op bovengenoemde beschuldigingen.
In december 2017 kondigde bassist Felix Taugenix zijn vertrek aan bij zowel Feuerschwanz als dArtagnan (opgericht door onder meer hem en Feuerschwanz-lid Ben Metzner). Hij speelde zijn laatste concert op 5 januari 2018 en werd vervangen door Jarne Hodinsson.
In 2018 verscheen Feuerschwanz' achtste album Methämmer. Het album bereikte plaats 6 op de Duitse hitlijst. In juni 2019 tekende de band een platencontract bij Napalm Records (tot dan toe zat de band bij F.A.M.E. Recordings) en werd in december 2019 het 15-jarig jubileum gevierd tijdens de Metfest-tour.
In mei 2020 bracht Feuerschwanz een cover uit van I See Fire van Ed Sheeran. Dit nummer was het eerste Engelstalige nummer van de band en was een voorproefje van hun negende album Das elfte Gebot, dat niet lang daarna uitkwam. Van de cover werd tevens een live-versie met Angus McFife van Gloryhammer opgenomen. Ook speelden ze het nummer Das elfte Gebot live tijdens een optreden bij ZDF-Fernsehgarten. Op 26 juni 2020 hield Feuerschwanz een openluchtconcert op Burg Abenberg dat live op YouTube werd gestreamd onder de naam 11:O:A. Er was echter geen publiek bij aanwezig vanwege de maatregelen omtrent de coronacrisis. Het concert werd gefinancierd via een crowdfundingcampagne. Das elfte Gebot was het eerste album van de band dat ook als lp werd uitgebracht. Ook was er een speciale Extended Edition verkrijgbaar met daarop zeven covers. Van elf van de nummers op het album werden videoclips uitgebracht.

### 2021–heden
In juni 2021 verliet drummer Robert Gruss (Sir Lanzeflott) de band. Zijn plaats werd later dat jaar ingenomen door drummer Rolf Hering, die daarvoor de band Megaherz verliet.
Op 6 augustus verscheen het live-album Die letzte Schlacht, dat plaats 5 op de Duitse albumhitlijst haalde. Op 15 augustus 2021 was Feuerschwanz opnieuw te gast bij ZDF-Fernsehgarten, waar de band een medley van de nummers op Das Elfte Gebot ten gehore bracht, evenals een cover van het nummer Hier kommt Alex van de Duitse punkband Die Toten Hosen.
Op 30 december 2021 verscheen het tiende album Memento Mori (Latijn voor Gedenkt te sterven/Wees je bewust van sterfelijkheid). Het album bereikte direct na de verschijning de eerste plaats op de Duitse albumhitlijst. Het was het eerste album van de band dat zo hoog scoorde.
Op 4 april 2023 verscheen de single Bastard Von Asgard met Fabienne Erni als gastartieste. Ook werd die dag het twaalfde album Fegefeuer aangekondigd, dat op 7 juli dat jaar verscheen.
Op 6 juli 2023 bracht Feuerschwanz een nieuwe single genaamd SGFRD Dragonslayer uit. Bijzonder aan het nummer was dat de coupletten in het IJslands waren.
In januari 2024 kondigde Feuerschwanz voor het eerst een Engelstalig album aan: Warriors. Het album bevatte enkele nieuwe nummers, maar ook enkele bestaande die speciaal voor het album vertaald waren naar het Engels. Ook waren er enkele gastartiesten op te horen, zoals Patty Gurdy, Lord of the Lost en Francesco Cavalieri van Wind Rose. De eerste single, Highlander, verscheen op 8 februari dat jaar.
In 2025 wist Feuerschwanz de finale te bereiken van de Duitse nationale voorrondes van het Eurovisiesongfestival. Ze moesten het echter afleggen tegen het duo Abor & Tynna.

## Stijl
Feuerschwanz zingt over uiteenlopende onderwerpen, waaronder middeleeuwse beroepen en gebruiken, maar ook herinterpretaties van klassieke sprookjes. Ook maakt de band covers van bekende nummers waarin ze soms parodieën op middeleeuwse wijze maken. In videoclips en tijdens optredens zijn de bandleden gekleed in middeleeuwse kledij.
De teksten zijn vaak humoristisch en soms ietwat grof. Een thema dat herhaaldelijk in teksten voorkomt en ook deel uitmaakt van het motto van de band is mede. Op het tweede studioalbum Met & Miezen zijn zelfs meerdere nummers aan de drank gewijd: Sauflied, Teufelsgeschenk, Metmaschine, Metnotstand im Märchenland, Metfest en Lords of Powermet.
Aanvankelijk werd de muzikale stijl van Feuerschwanz vooral geclassificeerd als middeleeuwse rock. Op de albums Methämmer, Das elfte Gebot en Memento mori wordt hun muzikale stijl echter steeds meer beïnvloed door metal.
Kenmerkend voor de band zijn de zogenaamde grieten (vertolkt door Susi Miez en Jenny Diehl), vrouwen die geschminkt en gekleed gaan als katachtige wezens en voornamelijk voor dans en vermaak zorgen.
Feuerkantate en Bärentanz zijn een van de weinige instrumentale nummers van Feuerschwanz; Im Bauch des Wals is een van de weinige serieuze en zelfs maatschappelijk-politieke nummers (het verwijst naar de plasticsoep).

## Discografie

### Albums
| Jaar | Titel                        | Opmerkingen     |
| ---- | ---------------------------- | --------------- |
| 2005 | Prima Nocte                  |                 |
| 2007 | Met und Miezen               |                 |
| 2008 | Drachentanz – Live           | Live-album      |
| 2009 | Metvernichter                |                 |
| 2011 | Wunsch ist Wunsch            |                 |
| 2012 | Walhalligalli                |                 |
| 2014 | Auf’s Leben!                 |                 |
| 2015 | 10 Jahre Feuerschwanz – Live | Live-album      |
| 2016 | Sex is Muss                  |                 |
| 2018 | Methämmer                    |                 |
| 2019 | Best of – 15 Jahre           | Verzamelalbum   |
| 2020 | Das elfte Gebot              |                 |
| 2021 | Die letzte Schlacht          | Live-album      |
| 2021 | Memento Mori                 |                 |
| 2022 | Todsünden                    | (Verzamel)album |
| 2023 | Fegefeuer                    |                 |
| 2024 | Warriors                     |                 |
| 2025 | Knightclub                   |                 |

### Singles
| Jaar | Titel                          | Opmerkingen                                                              |
| ---- | ------------------------------ | ------------------------------------------------------------------------ |
| 2010 | Ich will tanzen                |                                                                          |
| 2010 | Am Feuer                       |                                                                          |
| 2011 | Der Henker                     |                                                                          |
| 2012 | Wir lieben Dudelsack           |                                                                          |
| 2012 | Metnotstand im Märchenland     |                                                                          |
| 2013 | Herz im Sturm                  |                                                                          |
| 2014 | Auf Wiederseh’n                |                                                                          |
| 2015 | Blöde Frage, Saufgelage!       |                                                                          |
| 2016 | Sex is Muss                    |                                                                          |
| 2016 | Krieger des Mets               |                                                                          |
| 2017 | Moralisch (höchst verwerflich) |                                                                          |
| 2018 | Schubsetanz                    |                                                                          |
| 2018 | Methämmer                      |                                                                          |
| 2020 | Metfest                        |                                                                          |
| 2020 | Das elfte Gebot                |                                                                          |
| 2020 | I See Fire                     | cover van Ed Sheeran                                                     |
| 2020 | Ding                           | met Melissa Bonny - cover van Seeed                                      |
| 2020 | Meister der Minne              |                                                                          |
| 2020 | Malleus maleficarum            |                                                                          |
| 2020 | Im Bauch des Wals              |                                                                          |
| 2020 | Hier kommt Alex                | cover van Die Toten Hosen                                                |
| 2021 | Amen & Attack                  | cover van Powerwolf                                                      |
| 2021 | Kampfzwerg                     |                                                                          |
| 2021 | Schildmaid (Live)              | met Saltatio Mortis                                                      |
| 2021 | Untot im Drachenboot           |                                                                          |
| 2021 | Memento mori                   |                                                                          |
| 2021 | Warriors of the World United   | met Melissa Bonny, Thomas Winkler en Saltatio Mortis - cover van Manowar |
| 2021 | Krampus                        |                                                                          |
| 2021 | Ultima nocte                   |                                                                          |
| 2021 | Memento Mori                   |                                                                          |
| 2022 | Dragostea din tei              | cover van O-Zone                                                         |
| 2022 | Skaldenmet                     |                                                                          |
| 2022 | Das Herz eines Drachen         |                                                                          |
| 2022 | Blinding Lights                | cover van The Weeknd                                                     |
| 2022 | Gimme! Gimme! Gimme!           | cover van ABBA                                                           |
| 2023 | Bastard Von Asgard             | met Fabienne Erni                                                        |
| 2023 | Berzerkermode                  |                                                                          |
| 2023 | SGFRD Dragonslayer             |                                                                          |
| 2024 | Highlander                     | Engelstalige versie                                                      |
| 2024 | The Unholy Grail               | met Dominum en Orden Ogan                                                |
| 2024 | Valhalla Calling               |                                                                          |
| 2024 | Lords Of Fyre                  | met Lord of the Lost                                                     |
| 2025 | Knightclub                     | met DAG van SDP - voor het Eurovisiesongfestival                         |
| 2025 | Gangnam Style                  | cover van PSY                                                            |
| 2025 | Das Elfte Gebot (Epic Version) |                                                                          |
| 2025 | Valhalla                       | met Doro                                                                 |
| 2025 | Sam The Brave                  |                                                                          |

### Promotionele singles
| Jaar | Titel                       | Album        | Opmerkingen                                                              |
| ---- | --------------------------- | ------------ | ------------------------------------------------------------------------ |
| 2022 | The Final Countdown         | Todsünden    | cover van Europe                                                         |
| 2023 | Untot im Drachenboot (Live) | Memento Mori |                                                                          |
| 2023 | Knochenkarussel (Live)      | Fegefeuer    |                                                                          |
| 2023 | Fegefeuer                   | Fegefeuer    |                                                                          |
| 2024 | Wardwarf                    | Warriors     | met Francesco Cavalieri (Wind Rose) - Engelstalige versie van Kampfzwerg |

### Demo's
| Jaar | Titel                         | Opmerkingen |
| ---- | ----------------------------- | ----------- |
| 2004 | …des Hauptmanns geiler Haufen | Demo-album  |

### Als gastmuzikant
| Jaar | Titel                    | Opmerkingen                                                                              |
| ---- | ------------------------ | ---------------------------------------------------------------------------------------- |
| 2018 | Die glorreichen Sieben   | met Harpyie                                                                              |
| 2020 | Kaufmann und Maid        | met Sasha, Subway to Sally, Saltatio Mortis, Tanzwut, Patty Gurdy en dArtagnan           |
| 2021 | Veitstanz (Live)         | met Subway to Sally, Chris Harms, Patty Gurdy, MajorVoice, Saltatio Mortis en Schandmaul |
| 2021 | Sieben (Live)            | met Subway to Sally                                                                      |
| 2021 | Brunhild (Live)          | met Saltatio Mortis en dArtagnan                                                         |
| 2021 | Chanson de Roland (Live) | met dArtagnan                                                                            |
| 2022 | Turbo Boost              | met Grailknights                                                                         |
| 2022 | Königsgarde              | met Schandmaul en Saltatio Mortis                                                        |
| 2024 | The Dead Don't Die       | met Dominum                                                                              |

## Wetenswaardig
- In 2015 richtten Ben Metzner en Felix Fischer de folkrockband dArtagnan op. Fischer is gestopt, maar Metzner maakt nog steeds deel uit van die band. Gitarist Hans Platz maakte tot en met 2017 tijdens liveoptredens en op het album Seit an Seit ook deel uit van dArtagnan.
- Hans Platz en Jenny Diehl maken sinds juli 2021 tevens deel uit van de band The Dark Side Of The Moon (met Melissa Bonny).[1]